# Julián Calleja y Sánchez
Julián Calleja y Sánchez (Madrid, 1 de desembre de 1836 – Madrid, 13 d'abril de 1913) va ser un metge, científic, acadèmic i polític espanyol. Primer president de l'Il·lustre Col·legi Oficial de Metges de Madrid.

## Biografia
Va estudiar medicina en la Universitat Central de Madrid. Es va sentir atret per l'anatomia, i especialment per les tendències marcades pels anatomistes Rafael Martínez Molina i Juan Fourquet, que unificaven punts de vista clàssics amb la incorporació de tècniques de microscopia. Va guanyar un lloc com a alumne intern en aquesta universitat en 1856, i en 1860 va adquirir en grau de doctor. En 1862 va obtenir la càtedra d'Anatomia de la Universitat de Granada, a la qual mai es va incorporar. En lloc d'això va demanar el trasllat a la Universitat de Valladolid, en la qual va ensenyar fins a 1871, data en la qual va guanyar unes polèmiques oposicions a la Universitat Central en les quals va competir amb Aureliano Maestre de San Juan, el famós descriptor del síndrome de Maestre-Kallmann-Morsier. Va romandre en aquest lloc fins al moment de la seva jubilació.
És cèlebre en el camp de l'anatomia per ser l'epònim d'una estructura coneguda com les illes de Calleja, encara que actualment es dubta que fos el primer a descobrir-les, en fins i tot que l'estructura per ell descrita fora en realitat aquesta estructura del cos estriat.
També se'l coneix per la biografia de Santiago Ramón y Cajal, existint entre tots dos grans diferències. Cajal mai va obtenir una Càtedra fins que Calleja va deixar de formar part del tribunal d'oposició. Per la seva banda, Don Santiago es referia a Calleja amb l'apel·latiu d'"El Dictador de San Carlos". Aquests episodis tenen lloc en un moment en què Calleja abandona la docència i la recerca per la gestió universitària, adquirint, pel seu poder i formes personals de realitzar les seves gestions la reputació de "cacic".
Des de 1881 fins al moment de la seva defunció va ocupar un escó com a senador vitalici designat per la Universitat de Saragossa. En 1887 fou escollit acadèmic de la Reial Acadèmia de Ciències Exactes, Físiques i Naturals, de la que en fou tresorer.

## Obres
- Tratado de Anatomía Humana... adicionado con las obras inéditas del eminente anatómico español Dr. D. Juan Fourquet Muñoz. 4 vols., Valladolid, Hijos de Rodríguez, 1869-1877.
- Nuevo Compendio de Anatomía..., Madrid, Fontanet, 1878
- Nuevo Compendio de Anatomía..., segunda edición, 2 vols. Zaragoza, Tip. de "La Derecha", 1886-1888.
- Nuevo Compendio de Anatomía..., tercera edición, 2 vols. Madrid, Hijos de J.A. García, 1897.* Nuevo Compendio de Anatomía..., cuarta edición, 2 vols., Madrid, Hijos de J.A. García, 1901.